# Giovinezza (film 1922)
Giovinezza (Jugend) è un film del 1922 diretto da Fred Sauer.
Il film è tratto dal dramma teatrale Giovinezza di Max Halbe.

## Trama
Ännchen, un'adolescente figlia illegittima di una donna che successivamente è morta, è ospitata da uno zio parroco in un paese di montagna. Abitano nella canonica anche Amandus, fratellastro di Annchen affetto da disturbi mentali, e Gregor von Schigorski, un cappellano moralista fanatico.  Giunge in visita nella canonica Hans Hartwig, cugino diciottenne di Annchen; Hans e Annchen si innamorano e trascorrono una notte insieme. Amandus, che li ha spiati di nascosto, lo racconta a Gregor, e questi al parroco. Il parroco chiede ad Hans di andare via e ritornare quando sarà uomo. Amandus, che odia Hans, prende un fucile per sparare al giovane quando andrà via; Ännchen si getta su Hans per proteggerlo e viene colpita a morte.